# Battaglia dell'Eurimedonte
La battaglia dell'Eurimedonte fu una battaglia sviluppatasi prima per mare e successivamente protratta sulla terraferma, tra la Lega delio-attica e l'impero persiano governato da Serse I. La datazione dell'evento è incerta, si presuppongono due date il 469 e il 466 a.C. Lo scontro, avvenuto in prossimità della foce del fiume Eurimedonte (ora chiamato Köprüçay) in Panfilia, Asia Minore, è da considerare facente parte delle battaglie della Lega delio-attica svoltesi durante le guerre persiane.
La Lega delio-attica, a cui appartenevano Atene e gran parte delle città-stato del mar Egeo, nacque come conseguenza della guerra intrapresa dai persiani, che prima tentarono l'invasione nel 492-490 a.C. (Prima guerra persiana) e successivamente aggredirono la Grecia nel 480-479 a.C. (Seconda guerra persiana). In seguito alle vittoriose battaglie di Platea e di Micale, gli alleati greci intrapresero una contro offensiva assediando le città di Sesto e Bisanzio. La nascita della Lega delio-attica permise la continuazione delle ostilità per tutto il decennio seguente con lo scopo di spossessare l'impero Achemenide delle sue basi militari nell'Egeo.
Il Gran Re dopo aver allestito una potente flotta, coadiuvata da un grande esercito, radunò presso l'Eurimedonte la sua armata in vista di un'ulteriore offensiva contro i Greci. La spedizione con ogni probabilità mirava a percorrere la costa dell'Asia Minore riconquistando il controllo delle città che si affacciavano sul mar Egeo. I preparativi non passarono inosservati così Atene inviò il generale ateniese Cimone, al comando di 200 triremi a Faselide, in Licia, che si unì alla Lega delio-attica. Questa azione bloccò di fatto la strategia persiana sul nascere.
Cimone si spostò presso l'Eurimedonte, dove navigando lungo la foce del fiume fece convergere la flotta persiana. La maggior parte di questa si incagliò e i marinai fuggirono tra le file dell'esercito persiano creando il panico; con il nemico in fuga, Cimone fece sbarcare i suoi soldati ed attaccò l'esercito persiano. I Greci conquistarono l'accampamento nemico, catturarono molti prigionieri e riuscirono a distruggere 200 triremi nemiche attraccate sulla spiaggia. Questa lampante doppia vittoria abbassò il morale dei Persiani e impedì altre campagne nell'Egeo fino al 451 a.C. Tuttavia sembra che la Lega delio-attica non sfruttò il suo vantaggio, probabilmente a causa di altri eventi nel mondo greco che distolsero energie e uomini dallo scacchiere in questione.

## Antefatto
Dopo la battaglia di Micale, in cui le città greche dell'Asia Minore si ribellarono ai Persiani, l'obiettivo condiviso dalle poleis greche fu l'Ellesponto; era di primaria importanza togliere il controllo persiano dallo stretto distruggendone i canapi usati per il famoso ponte di barche. La flotta alleata salpò allora per il Chersoneso Tracico, ancora in mano dei Persiani, e assediò e conquistò la città di Sesto. L'anno seguente, il 478 a.C., gli Alleati inviarono un esercito a conquistare la città di Bisanzio. L'assedio ebbe successo, ma il comportamento del generale spartano Pausania allertò molti, tra gli Alleati, e questi venne richiamato in patria.
L'assedio di Bisanzio fu l'ultima azione dell'alleanza ellenica che aveva sconfitto i Persiani; infatti ritornati a Samo i Greci discussero animatamente sul futuro dell'alleanza e sugli obiettivi che essa doveva perseguire. Gli Spartani proposero di evacuare le città ioniche, in quanto per loro era impossibile proteggere per sempre gli Ioni, in perenne conflitto con l'Impero achemenide. 
Gli Ateniesi, però, si opposero a questo progetto e decisero di far entrare nell'alleanza Samo, Chio, Lesbo e le altre isole che avevano combattuto al fianco dei Greci dopo Micale, impegnandole in un giuramento sull'isola di Delo, dove venne convocato un congresso in cui venne stretta una nuova alleanza atta alla continuazione della lotta contro i Persiani. Nacque così la Lega delio-attica, guidata da Atene. Tuttavia non è chiaro esattamente quando le città ioniche e dell'Asia Minore si unirono alla lega. Tucidide attesta la presenza di Ioni a Bisanzio nel 478 a.C., quindi è possibile che almeno alcune delle città ioniche abbracciarono la confederazione nei primi mesi del 478 a.C. La presenza del politico ateniese Aristide, con il mandato di organizzare i tributi di ciascun membro della Lega nel Ponto, dove morì nel 468 a.C., testimonia in modo inequivocabile l'espansione della Lega in Asia Minore.
La neonata Lega si prefissò come obiettivo ufficiale di vendicare i torti subiti devastando il territorio del Re. Di conseguenza, le forze militari impiegate trascorsero gran parte del decennio seguente, eliminando le rimanenti guarnigioni persiane dalla Tracia, estendendo poi, il territorio controllato dai confederati nell'Egeo, e in Asia Minore, ponendo così, le basi di quello che può essere considerato un vero e proprio impero talassocratico, controllato da Atene.

Mappa dei territori confederati nella Lega delio-attica.

## Inizio
La campagna di guerra comandata da Cimone lungo l'Eurimedonte, sembra essere stata organizzata in risposta all'allestimento di una grande flotta e al raggruppamento dell'esercito di supporto ad Aspendo, da parte dell'impero Achemenide. Si ritiene che egli fosse stato incaricato di scongiurare in maniera preventiva un'ulteriore aggressione persiana. Cawkwell asserisce che i preparativi disposti dai Persiani ad Aspendo furono il primo tentativo organizzato per contrastare l'attività dei Greci dopo il fallimento delle guerre persiane e che sicuramente, il tempo impiegato per approntare l'armata fu allungato da lotte intestine all'interno dell'impero.
A questo proposito, Cawkwell descrive i problemi strategici dei Persiani:
(Cawkwell, The Greek Wars: The Failure of Persia, p. 135.)

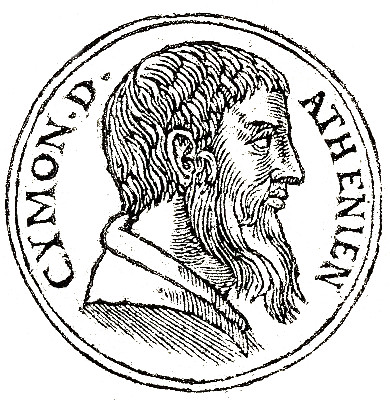
Cimone

La marina militare del tempo doveva la sua mobilità al lavoro svolto dai vogatori, che limitavano notevolmente lo spazio a disposizione nella stiva, perciò vi era la necessità di tornare a terra frequentemente, per gli approvvigionamenti. Ciò limitò fortemente le capacità delle flotte antiche, le quali potevano operare solo in prossimità di basi navali sicure. Cawkwell sostiene pertanto che le forze persiane riunitesi ad Aspendo, mirassero a spostarsi lungo la costa meridionale dell'Asia Minore, conquistando tutte le città in cui vi si imbattevano, finché la marina non avesse potuto operare tranquillamente. 
Plutarco sostiene che Cimone, venuto a sapere dell'assembramento militare ad Aspendo, fosse salpato da Cnido (in Caria) con 200 triremi; forza ivi radunata dagli Ateniesi in precedenza, perché già a conoscenza dei piani persiani. In effetti nessun'altra attività concernente la Lega avrebbe richiesto sull'isola la presenza di una flotta di tale portata. Cimone giunse in Caria perché si aspettava che i Persiani marciassero direttamente in Ionia, lungo la strada reale provenienti da Sardi. La presenza ad Aspendo sia della marina che della fanteria potrebbe averlo convinto che non ci sarebbe stato alcun attacco immediato alla Ionia. Sempre secondo Plutarco, capite le intenzioni dei nemici, Cimone navigò con queste 200 triremi verso la città greca di Faselide, punto nevralgico dietro le linee nemiche, deciso ad anticipare la strategia avversaria. La polis resistette alle richieste di ingresso nella città, perciò come ritorsione si iniziò a devastarne i territori, ma grazie alla mediazione del contingente proveniente da Chio la popolazione di Faselide accettò di prendere le parti della lega. Essi contribuirono alla spedizione con l'invio di truppe e di un tributo di dieci talenti. Conquistata Faselide, la più orientale città greca in Asia Minore dotata di un porto di grande importanza, egli bloccò di fatto la campagna militare dei Persiani prima che potesse iniziare. A Cimone non restava altro che prendere l'ulteriore iniziativa ed attaccare direttamente la flotta persiana ad Aspendo.

## Forze contrapposte

### Greci
Per Plutarco, la flotta della Lega delio-attica era quindi composta da 200 triremi. La costruzione di queste era stata ordinata agli ateniesi in numero di 20 l'anno da Temistocle, il quale fece potenziare la forza di penetrazione del rostro, micidiale arma per affondare le navi nemiche, mentre Cimone ne migliorò le capacità per velocizzare le operazioni di imbarco.
L'equipaggio tipico di una trireme greca era di 200 uomini, 14 dei quali erano veri e propri soldati. Già, nel corso della seconda guerra persiana, ogni nave portava sicuramente trenta fanti di marina in più, ma è probabile che tale procedura fosse stata adottata nella prima guerra persiana dall'Impero achemenide, durante la quale l'intero esercito venne condotto in Grecia via mare e solo poi utilizzato dai Greci. Comunque è risaputo che le navi di Chio, nella battaglia di Lade, furono dotate con 40 opliti di marina ciascuna. Ciò dimostra che una trireme poteva trasportare un massimo di 40-45 soldati, anche se questo tipo di imbarcazione era spesso destabilizzato dal peso aggiuntivo delle truppe. Quindi al momento della battaglia dell'Eurimedonte nella flotta della Lega delio-attica c'erano probabilmente circa 5 000 opliti.

### Persiani
A riguardo delle dimensioni della flotta persiana sono state fatte stime contrastanti: Tucidide dice che c'erano 200 navi fenicie, il che è considerato un fatto quasi certo; Plutarco citando Eforo conta 350 navi, mentre riferisce che ve ne erano ben 600 secondo Fanodemo; inoltre aggiunge che la flotta persiana stava aspettando 80 navi fenicie provenienti da Cipro. Anche se il racconto di Tucidide è comunemente il più accettato, l'affermazione di Plutarco, riguardante i rinforzi potrebbe avere un fondo di verità; spiegherebbe infatti, perché Cimone fu così deciso nel lanciare l'attacco contro i nemici. Mentre per quanto concerne l'esercito di terra, non esistono stime nelle fonti antiche. Tuttavia, si presume, che il numero dei marinai imbarcati dai Persiani fosse all'incirca quello dei Greci, in quanto, le navi persiane avevano capienza simile a quelle elleniche. Le informazioni che ci dà Plutarco, citando Eforo, sull'assegnazione dei ruoli di comando affermano che il comandante della flotta reale era Titrauste, mentre quello della fanteria Ferendate, aggiunge pure, che lo storico Callistene dava, invece, ad Ariomande il comando generale delle truppe.

## Svolgimento
Tucidide fece un resoconto della battaglia piuttosto sintetico, mentre più dettagliato ed attendibile è quello riportato da Plutarco. Egli riferisce che la flotta persiana ancorata al largo della foce dell'Eurimedonte era in attesa delle 80 navi fenicie provenienti da Cipro, quando Cimone attaccò i Persiani. La flotta imperiale, non volendo ingaggiare battaglia, si ritirò risalendo il fiume, ma Cimone continuò a far pressione costringendoli allo scontro. Indipendentemente dal numero di navi presenti, il fronte di battaglia persiano si ruppe rapidamente costringendo la flotta a dirigersi a riva, dove l'esercito era accampato. Alcune navi potrebbero essere state catturate o distrutte durante la battaglia navale, ma è probabile che la maggior parte di esse fosse stata in grado di approdare sulla terra ferma.
Mentre la flotta greca stava facendo sbarcare le truppe al fine di catturare e distruggere le navi persiane, venne attaccata dall'esercito avversario. Nonostante la stanchezza, dovuta al combattimento in mare, le truppe sbarcate cominciarono ad attaccare l'esercito persiano: " ... erano eccitati dall'impeto e dall'orgoglio della loro vittoria, e desiderosi di venire a stretto contatto con i barbari". Inizialmente i Persiani sostennero l'urto dei Greci, ma alla fine, come nella battaglia di Micale, la fanteria oplitica si dimostrò superiore a quella avversaria. Al termine del combattimento vennero fatti numerosi prigionieri, mentre l'accampamento nemico venne saccheggiato.
Tucidide riferisce che 200 navi persiane furono prese e distrutte. È molto improbabile che questo evento si sia verificato durante la breve battaglia navale, per cui forse queste navi vennero catturate dopo la battaglia e distrutte appiccando loro il fuoco, come successe a Micale. Plutarco narra invece, che vennero catturate 200 navi, in aggiunta a quelle che erano state distrutte o erano fuggite lungo il fiume. È possibile che la parola "distrutto" in questo contesto sia usata nel senso di "affondata", dal momento che sembra che i Greci abbiano distrutto le navi catturate. Siccome Tucidide dà per certo solo il numero di navi distrutte, è possibile cercare di far combaciare i numeri dati da Plutarco e da Tucidide. Per quanto riguarda le stime delle vittime di entrambi gli schieramenti, nelle fonti antiche non vengono menzionati dati a queste collegati.
Plutarco prosegue elogiando questa doppia vittoria, "come un bravo atleta che vince due gare in un giorno [...] Cimone continuava a sopraffare gli altri con le proprie vittorie". Cimone probabilmente navigò con la flotta greca il più rapidamente possibile per intercettare la flotta di 80 navi fenicie, che i Persiani stavano attendendo. Cogliendola di sorpresa, riuscì a catturarla o distruggerla completamente. Tuttavia Tucidide non parla di questa operazione secondaria e alcuni storici hanno messo in dubbio che il fatto sia realmente accaduto.

## Conseguenze
Plutarco sostiene che il re persiano all'indomani dei fatti dell'Eurimedonte approvò un trattato di pace piuttosto umiliante; tuttavia, altri autori credono più probabile che un trattato di pace (pace di Callia), possa essere stato raggiunto solo dopo la campagna di Cipro, nel 450 a.C. A parziale supporto della sua tesi, Plutarco riferisce che il Gran Re potrebbe aver agito come se avesse stipulato una pace umiliante con i Greci, perché temeva di ingaggiare un'altra volta battaglia con loro. Comunque gli storici moderni considerano improbabile che un trattato di pace sia stato stretto dopo la battaglia dell'Eurimedonte.
La vittoria all'Eurimedonte fu molto importante per la Lega delio-attica, perché sventò definitivamente la minaccia di invasione persiana della Grecia; impedì anche qualsiasi tentativo da parte Achemenide di riconquistare il dominio sul mar Egeo e quindi il controllo delle città ivi affacciate; consentì a città e regioni dell'Asia Minore l'adesione alla lega, in particolare citiamo la Caria.
Nonostante la cocente sconfitta subita dall'impero iniziò un periodo di stallo, in cui i Greci non sfruttarono la loro vittoria. Tale avvenimento si deve probabilmente al fatto che proprio nel 466 a.C., anno in cui avvenne probabilmente la battaglia, si ebbe la rivolta di Taso. Ribellione che fece distogliere risorse militari da parte della Lega dall'Asia Minore, perché preoccupata delle conseguenze di un'eventuale uscita della città dall'alleanza. Allo stesso tempo, i Persiani adottarono una strategia difensiva nel mar Egeo per i seguenti 15 anni. La flotta persiana fu effettivamente assente dal mar Egeo fino a 451 a.C., tanto che le navi greche erano in grado di navigare senza pericolo lungo le coste dell'Asia Minore. Il conflitto tra le due potenze riprese vigore solo nel 460 a.C., a causa del sostegno degli Ateniesi fornito a Inaros, nella rivolta in Egitto da questi iniziata. Questa campagna durò sei anni, prima di risolversi in un disastro per i Greci.

## Fonti

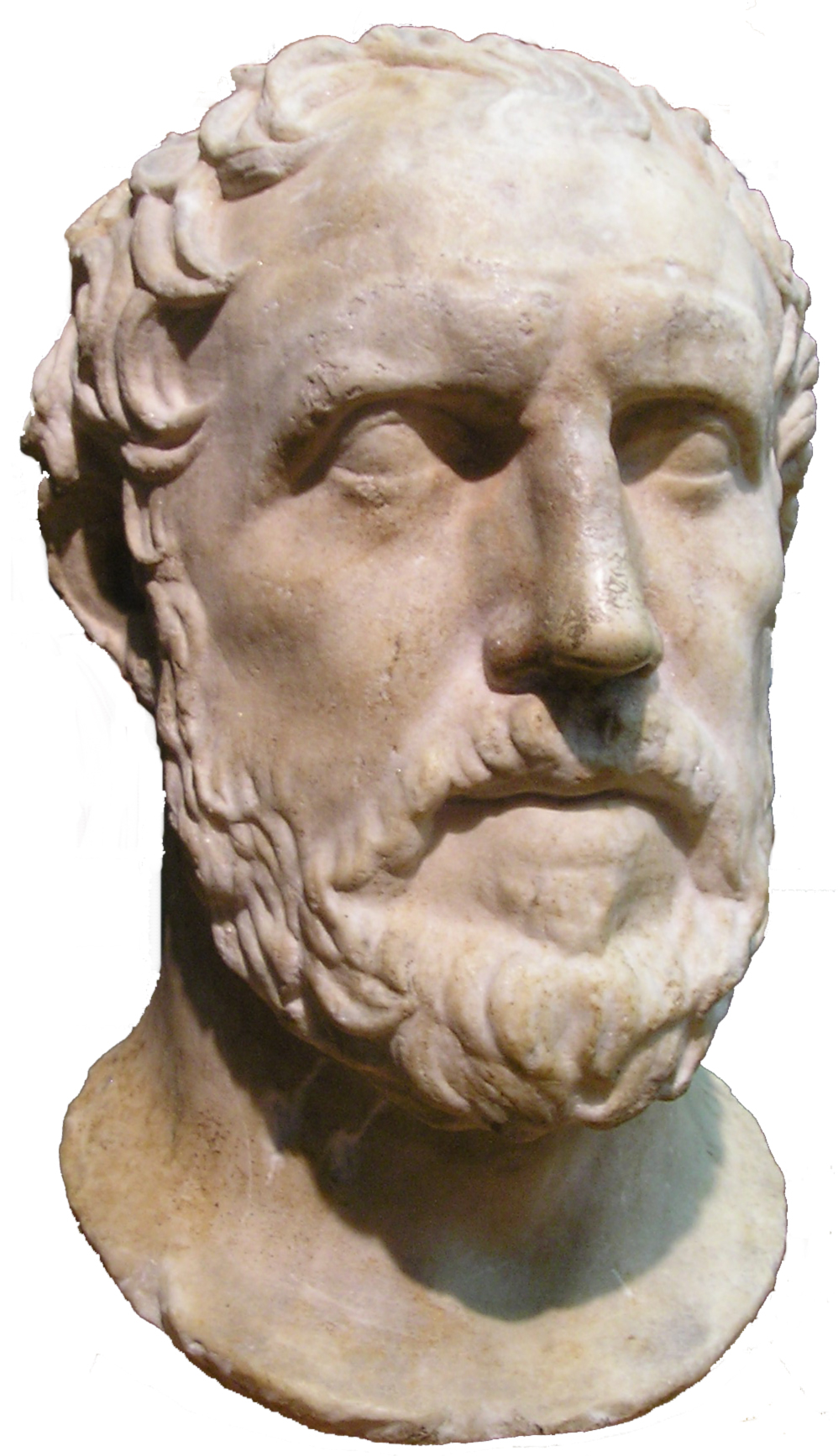
Tucidide, la fonte più dettagliata per questo periodo.

La storia militare della Grecia tra la fine della seconda guerra persiana e la guerra del Peloponneso (nel periodo tra il 479 a.C. e il 431 a.C.) è scarsamente attestata dalle fonti antiche. Questo periodo, spesso chiamato pentekontaetia dagli studiosi antichi, venne considerato di relativa pace e prosperità all'interno della Grecia. L'opera che più di altre ci aiuta a descrivere le vicende dell'epoca, e anche la più contemporanea ad essa, è la Guerra del Peloponneso, di Tucidide, che è generalmente considerata dagli storici moderni una fonte primaria affidabile. Tucidide si limita ad accennare a questo periodo, facendo una digressione sulla crescita della potenza ateniese negli anni precedenti la guerra del Peloponneso. Tale divagazione oltre ad essere breve e selettiva, è priva di una qualsiasi data. Tuttavia il racconto di Tucidide è utilizzato dagli storici per elaborare una cronologia riguardante la successione degli avvenimenti, atta a costituire una base a cui possono essere sovrapposti nuovi dati provenienti da ritrovamenti archeologici e/o da altri scritti.
Altri dettagli vengono forniti da Plutarco, nelle biografie di Aristide e di Cimone. Plutarco scrisse le due opere, circa 600 anni dopo che questi eventi accadessero ed è quindi considerato una fonte secondaria. A suo favore gioca però il fatto che egli spesso esplicita le sue fonti, il che permette un certo grado di verifica delle sue affermazioni. Nelle sue biografie descrive molti accadimenti che Tucidide omette anche a causa della sua sinteticità. Un'altra importante fonte è la storia universale (Bibliotheca historica), del I secolo a.C., di Diodoro Siculo; gran parte dei suoi scritti riguardanti il secolo in discussione sembrano essere tratti dallo storico greco Eforo, che pure scrisse una sua storia universale. Tuttavia, da quel poco che sappiamo di Eforo, gli storici tendono a tenere poco in considerazione la sua versione, quindi anche Diodoro, che è stato spesso respinto dagli storici moderni, non è una fonte particolarmente attendibile. Infatti uno dei suoi traduttori, Oldfather, dice, riguardo al racconto di Diodoro sulla battaglia dell'Eurimedonte, che "...i tre capitoli precedenti dimostrano il lato peggiore di Diodoro...". Vi è anche una quantità consistente di testimonianze archeologiche per il periodo, tra cui sono particolarmente importanti le iscrizioni degli elenchi tributari, probabilmente della Lega delio-attica.

## Data della battaglia
Tucidide fornisce un elenco sintetico dei principali eventi che si verificarono durante la Pentecontateia, ma quasi nessuna informazione cronologica vera e propria. Vari tentativi sono stati fatti per ricomporne la cronologia, ma non è ancora stata trovata una risposta definitiva; fortunatamente sappiamo che Tucidide descrive gli eventi in successione. Per questo motivo l'unica data certa e comunemente accettata è il 465 a.C. (inizio dell'assedio di Taso), data fissata grazie ad un'annotazione di un antico scoliaste fatta su di una copia delle opere di Eschine. Lo scolio dice che gli Ateniesi subirono un disastro sotto l'arconte Lisiteo (noto per aver governato dal 465 al 464 a.C.) in Tracia. Tucidide menziona questo attacco e dice che l'assedio finì al terzo anno dall'evento citato: l'assedio di Taso si svolse quindi dal 465 al 463 a.C.
Si stabilì, poi, che la battaglia dell'Eurimedonte si combatté nel 469 a.C. grazie ad un aneddoto di Plutarco sull'arconte Apsefio (dal 469 al 468 a.C.) che scelse Cimone e i suoi compagni generali come giudici in una competizione. Il motivo della scelta di Cimone si doveva alla grande vittoria ottenuta recentemente. Tuttavia, tenendo buona la ricostruzione cronologica di Tucidide, la battaglia dell'Eurimedonte sembra essersi verificata dopo l'assedio di Nasso, ma prima dell'assedio di Taso.
In questo caos, Tucidide fa attraccare Temistocle fuggitivo, a Nasso durante l'assedio e cioè attorno al 466 a.C. Quindi, non seguendo la successione temporale dello storico la data più consona della battaglia, dovrebbe essere il 469 a.C. o precedente, altrimenti poiché sembra che la battaglia dell'Eurimedonte sia stata combattuta prima di Taso, le date alternative giustificate dagli studiosi sono: il 467 a.C. e il 466 a.C.